# Мюррей, Мартин
Ма́ртин Мю́ррей (англ. Martin Murray; род. 27 сентября 1982, St Helens, Мерсисайд, Великобритания) — британский боксёр-профессионал, выступающий в средней (англ. middleweight (160 lb, 72,6 кг)) и второй средней (англ. super middleweight (168 lb, 76,2 кг)) весовых категориях. Временный чемпион мира по версии WBA (2012—2013) в среднем весе.

## Профессиональная боксёрская карьера
Мартин Мюррей дебютировал на профессиональном ринге в сентябре 2007 года в средней весовой категории.
В 2008 году выиграл турнир Prizefighter в Великобритании. Победил британцев Джо Реа (6-0), Дэнни Батлера (14-0), и в финале Келло Ренда (17-6).
17 апреля 2009 года Мюррей нокаутировал Кевина Консепсиона (14-1). В ноябре победил по очкам белорусского боксёра Сергея Хомицкого (22-5-1).
В феврале 2010 года победил боксёра из Грузии, Шалву Джамордашвили (26-1). 16 июля 2010 года Мюррей победил австрийца Петра Митревски, и завоевал титул британского содружества в среднем весе. 26 ноября Мартин нокаутировал бразильца, Карлоса Насименто (25-2) и завоевал интерконтинентальный титул чемпиона мира по версии WBA.
18 июня 2011 года Мартин нокаутировал непобеждённого Ника Беквелла (8-0) и завоевал титулы Великобритании и британского содружества.
2 декабря 2011 года Мюррей вышел на ринг с чемпионом мира по версии WBA, немцем Феликсом Штурмом (36-2-1). Поединок был очень равным, и судьи раздельным решением присудили ничью.
В 2012 году Мюррей победил по очкам француза Карима Охама. 24 ноября нокаутировал непобеждённого венесуэльца Хорхе Наварро и завоевал титул временного чемпиона мира по версии WBA.
В 2013 году выбран в качестве претендента на добровольную защиту титула чемпионских поясов, Серхио Мартинеса. Мартинес победил по очкам с небольшим преимуществом, хотя в 8-м раунде Мюррей смог отправить аргентинца на канвас ринга.
21 февраля 2015 года в Монте-Карло состоялся поединок Геннадия Головкина с британским боксёром Мартином Мюрреем. Поединок стал самым длинным в карьере казахстанского боксёра, и завершился победой Головкина техническим нокаутом в 11-м раунде. В 4-м раунде Мюррей был дважды в нокдаунах, будучи потрясённым ударом в корпус. Британец явно проигрывая концовки почти всех раундах, и будучи на грани нокаута, почти всегда хорошо восстанавливался за перерыв между раундами, и снова выходил готовым к бою.
21 ноября 2015 года Мартин Мюррей провел бой против чемпиона WBO немца армянского происхождения Артура Абрахама. Бой длился 12 раундов и судьи раздельным решением отдали победу сопернику Мюррея — Артуру Абрахаму.

## Результаты боёв
В таблице перечислены результаты всех поединков боксёров.
В каждой строке указан результат поединка. Дополнительно номер поединка обозначен цветом, который обозначает итог поединка. Расшифровка обозначений и цветов представлена в нижеследующей таблице.
| Пример | Расшифровка                     |
| ------ | ------------------------------- |
|        | Победа                          |
|        | Ничья                           |
|        | Поражение                       |
|        | Планируемый поединок            |
|        | Поединок признан несостоявшимся |
| КО     | Нокаут                          |
| ТКО    | Технический нокаут              |
| PTS    | Решение судей (по очкам)        |
| UD     | Единогласное решение судей      |
| MD     | Решение большинства судей       |
| SD     | Раздельное решение судей        |
| RTD    | Отказ от продолжения боя        |
| DQ     | Дисквалификация                 |
| NC     | Поединок признан несостоявшимся |

| Бой | Рекорд | Дата             | Соперник                      | Место боя                                            | Результат        | Дополнительно |
| --- | ------ | ---------------- | ----------------------------- | ---------------------------------------------------- | ---------------- | --- |
| 46  |        | 4 декабря 2020   | Билли Джо Сондерс (29-0)      | Арена Уэмбли, Лондон, Великобритания                 | UD(12)           | Бой за титул чемпиона мира по версии WBO (2-я защита Сондерса) во 2-м среднем весе.                                             |
| 45  | 39-5-1 | 15 ноября 2019   | Сладан Джанджанин (27-4)      | Олимпия, Ливерпуль, Мерсисайд, Великобритания        | PTS (8)          | Счёт: 80-72. |
| 44  | 38-5-1 | 12 июля 2019     | Руи Мануэль Паванито (10-8-1) | Олимпия, Ливерпуль, Мерсисайд, Великобритания        | PTS (10)         | Счёт: 99-92. |
| 43  | 37-5-1 | 22 декабря 2018  | Хассан Н’Дам Н’Жикам (36-3)   | Манчестер Арена, Манчестер, Ланкашир, Великобритания | MD (12)          | Счёт: 112-117, 114-114, 112-116. Потерял титул чемпиона по версии WBC Silver (1-я защита Мюррея) в среднем весе.                |
| 42  | 37-4-1 | 23 июня 2018     | Роберто Гарсия (41-3)         | О2 Арена, Лондон, Великобритания                     | UD (12)          | Счёт: 118-109, 116-111, 118-108. Завоевал титул чемпиона по версии WBC Silver в среднем весе.                                   |
| 41  | 36-4-1 | 16 сентября 2017 | Арман Торосян (18-3-1)        | Echo Arena, Ливерпуль, Мерсисайд, Великобритания     | KO 4 (8), 2:39   | |
| 40  | 35-4-1 | 22 апреля 2017   | Габриэль Росадо (23-10)       | Echo Arena, Ливерпуль, Мерсисайд, Великобритания     | MD (12)          | Счёт: 119-109, 114-114, 116-112. Завоевал вакантный титул чемпиона по версии WBA Inter-Continental в среднем весе.              |
| 39  | 34-4-1 | 12 ноября 2016   | Нуху Лаваль (23-0)            | Монте-Карло, Монако                                  | UD (12)          | Счёт: 117-110, 117-110, 116-111. Завоевал вакантный титул чемпиона по версии WBA Continental во втором среднем весе.            |
| 38  | 33-4-1 | 25 июня 2016     | Джордж Гроувс (23-3)          | О2 Арена, Лондон, Великобритания                     | UD (12)          | Счёт: 110-118, 110-118, 110-118. Бой за титул чемпиона по версии WBA International во втором среднем весе (1-я защита Гроувса). |
| 37  | 33-3-1 | 7 мая 2016       | Седрик Спера (12-5)           | Манчестер, Англия, Великобритания                    | TKO 2 (8), 1:47  | |
| 36  | 32-3-1 | 21 ноября 2015   | Артур Абрахам (43-4)          | Ганновер, Германия                                   | SD (12)          | Счёт: 111-116, 112-115, 115-112. Бой за титул чемпиона мира по версии WBO во втором среднем весе (5-я защита Абрахама).         |
| 35  | 32-2-1 | 5 сентября 2015  | Хосе Мигель Торрес (31-6)     | Лидс, Англия, Великобритания                         | TKO 5 (12), 2:19 | Завоевал вакантный титул чемпиона по версии WBA Inter-Continental во втором среднем весе.                                       |